# Rudolf Holsti
Eino Rudolf Waldemar Holsti, född 8 oktober 1881 i Jyväskylä, död 4 augusti 1945 i Palo Alto, var en finländsk politiker.

## Biografi
Holsti spelade en framstående roll inom det politiska livet i Finland, särskilt vid tiden närmast efter inbördeskriget, då det parti han representerade, det finska framstegspartiet utövade ett betydelsefullt inflytande på den finländska politiken. Han var utrikesminister 1919–1922 och 1937–1938. Holstis politik gick ut på att närma Finland till de av ententen beroende randstaterna, särskilt Polen. Han kom att representera Finland vid Nationernas Förbunds mönten och internationella konferenser, samt var från 1927 Finlands sändebud i Schweiz och delegerad vid Nationernas förbud. Holsti, som tidigare var docent vid Helsingfors universitet, utgav även flera vetenskapliga arbeten med sociologiskt innehåll.
Kommendör med stora korset av Kungl. Svenska Nordstjärneorden 1938.